# تردد متطرف الارتفاع

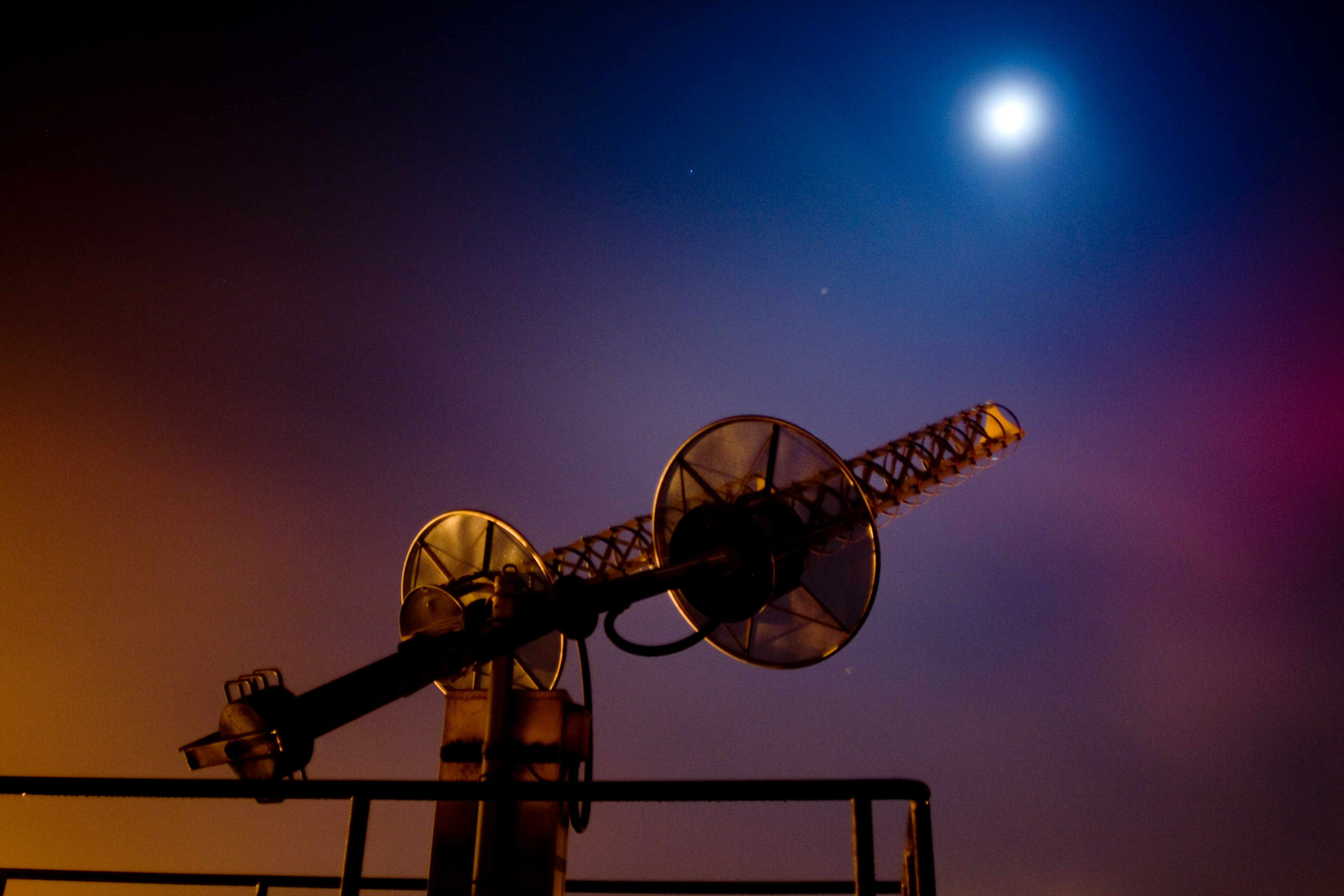

التردد متطرف الارتفاع (بالإنجليزية: Extremely high frequency)‏ اختصاراً EHF، هي مجموعة ترددات الراديو ذات ترددات بين 30 غيغاهرتز إلى 300 غيغاهرتز، والتي تتميز بطول أمواج يتراوح ما بين 10 مم إلى 1 مم، لذلك تسمى بالموجات الميليمترية.
تسمى الترددات ذات التردد أقل من التردد فائق العلو بالترددات ما فوق العالية.أما الترددات الأكبر فلا تنتمي إلى نطاق موجات الراديو بل تنتمي إلى الموجات الصغيرة (Microwave).
من أجل جميع حزم الترددات انظر موجات الراديو وترددات الطيف الكهرومغناطيسي

## استخدامات
تستخدم الترددات فائقة العلو في علم الفلك الإشعاعي والاستشعار عن بعد كما تستعمل أيضا في مجال الاتصالات اللاسلكية، ففي الولايات المتحدة الأمريكية يستخدم نطاق الترددات من 38.6 إلى 40 غيغاهرتز في روابط الاتصال الجد السريع المرخصة (تحتاج ترخيص إداري)، اما نطاق ترددات 60 غيغاهرتز يستعمل لروابط الاتصال لمسافات قصيرة غير المرخصة (لا تحتاج ترخيص إداري)، حيث تصل سرعة نقل البيانات 2.5 غيغا بتز/الثانية لمسافة 1.7 كم.